# Brachysola
Brachysola là một chi thực vật có hoa trong họ Hoa môi (Lamiaceae).

## Loài
Chi Brachysola gồm các loài: